# Aemilian Rosengart
Æmilian Joseph Rosengart, OSB (* 29. März 1757 in Kirchheim; † 29. Mai 1810 in Tannheim) war ein schwäbischer Theologe, Philosoph, Komponist und Musiker.

## Biographie
Æmilian Rosengart war ein Zeitgenosse Mozarts und Haydns. Er besuchte die Schule der Augustiner-Chorherren zu den Wengen in Ulm. Rosengart legte im Jahre 1775 die Profess ab und wurde 1781 in Konstanz zum Priester geweiht. In der benediktinischen Reichsabtei Ochsenhausen lehrte er als Professor der Theologie und Philosophie und wurde dort durch Abt Romuald Weltin 1795 zum Musikdirektor berufen. Bei der aufsehenerregenden Aufführung von Haydns Schöpfung 1802 in Biberach unter der Leitung von Justin Heinrich Knecht wirkte er als Geiger mit. Schließlich war er während der Säkularisation kurzfristig ab 1803 stellvertretender Abt. Danach wirkte er bis zu seinem Tod als Pfarrer in Tannheim.

## Werk
Etwa 100  seiner Kompositionen geistlicher Chormusik sind erhalten. Rosengart zeigt in seinen geistlichen Arien eine große stilistische Vielfalt; in einigen Werken blitzen geniale harmonische Einfälle auf. Mehr als die Hälfte von diesen sind Hymnen und in der Regel aus gut bekannten Texten zusammengesetzt. Rosengart schrieb meist für vierstimmige Chöre oder auch Solostimmen mit Orgel, Streichern, oft zwei Flöten und zwei Hörner.
Wie andere oberschwäbische Komponisten war er auch beeinflusst von den neuen Ideen der „Mannheimer Schule“, vor allem durch das Studium der „Betrachtungen der Mannheimer Tonschule“ von Abbé Vogler. Die Kompositionen Rosengarts für Schul-Musik-Theater sind alle verschollen bzw. wurden von ihm umgearbeitet zu geistlichen Werken. Auch von dem Passions-Oratorium „Der bluttriefende Jesus“, das im Zisterzienserinnen-Kloster Gutenzell aufgeführt wurde, sind keine Noten erhalten.
Bekannte Werke sind:
- Missa in B für Soli, Chor und Continuo (1796)
- Magnificat D-Dur für Chor und Orchester
- Te Deum Laudamus für Soli, Chor und Orchester
- Ave Maris Stella
- Ave Maria für Chor a cappella
- „De Beata“, Hymnus für Solo-Bass, Chor und Orchester
- Cantate Domino
- Veni Sancte Spiritus
- Veni Creator Spiritus
- Rorate Coeli
- Christe Redemptor Omnium
- Tenebrae factae sunt
- Lauda Sion
- Das Vaterunser. Ein Psalm von Klopstock; Durchaus in Musik gesetzt von Rosengart aufs Fortepiano. 1804. Mezzo-Sopran und Klavier.[10]